# Агнеш Саваи
Агнеш Са̀ваи (на унгарски: Szávay Ágnes) [ˈaːɡnɛʃ ˈsaːvɒ.i] е тенисистка от Унгария. Първата си титла печели в Палермо, последвана от победа на турнира в Пекин, където сервира изненадата на турнира побеждавайки номер 3 в света Йелена Янкович на финала. Най-доброто класиране в кариерата ѝ е 19-ото място в световната ранглиста от 19 ноември 2007. Играта на Саваи се отличава с бърз сервис и мощен бекхенд и с двете ръце. В началото на 2008 г. е най-високо класираната представителка на страната си в този спорт.

## Встрани от корта
Саваи е родена в Кишкунхалаш, Унгария и израснала в Шолтвадкерт, Унгария. Започва да играе тенис когато е на 6, като родителите ѝ се занимават с дейността на нейни треньори и мениджъри. Сред досегашните ѝ треньори се нареждат имената на Золтан Уйхиди, Левента Баратози и Миклос Хорнок, а днес играе под вещото ръководство на ѝ Йожеф Бочкаи и Золтан Кухаршки. Има и сестра, Бланка, която е с по-години по-малка от нея, и в същото време също се занимава професионално с тенис.

## Тенис кариера

### 2007
Агнеш печели първата си титла от турнир от веригата на Женската тенис асоциация, като това става в Палермо на 22 юли. Короната на турнира я изпраща право в първите 40 в света, и по-точно става 37-а най-добра в света. През годината печели и първата си титла на двойки, в Будапеща, заедно с чешката състезателка Владимира Ухлиржова.
На 25 август Саваи достига и финалът на турнира от втора категория на WTA в Ню Хейвън, след като тръгва от квалификациите, а до мача за трофея побеждава елитни тенисистки като Даниела Хантухова, Альона Бондаренко и Саманта Стосър. И все пак накрая губи финала срещу Светлана Кузнецова, след като е повела с 6 – 4, 0 – 3, защото контузия в гърба ѝ пречи да продължи напред. След състезанието се изкачва до номер 31 – най-високото ѝ класиране дотогава.
След загубата на финала, първият турнир, в който Саваи участва, е Откритото първенство по тенис на Съединените щати, където стига до четвъртфиналите след като остстранява #32 в схемата Михаела Крайчек и #7 Надя Петрова. Възходът е прекършен от играта на Светлана Кузнецова. На двойки достига полуфинал заедно с Владимира Ухлиржова.
Саваи достига и до още един финал в следващия си турнир, отново от II категория – Чайна Оупън. Поставена под номер 6 в схемата, тя заема мястото на отказалата се водачка Светлана Кузнецова. По пътя към титлата се справя с китайката Шуай Пън след 6 – 1, 6 – 2, с което стига и втория си финал от подобна величина. Пън побеждава последователно бившите номер 1 Мартина Хингис и Амели Моресмо до полуфиналите. На заключителния мач Саваи успява да изтръгне победата от Йелена Янкович след 6 – 77, 7 – 5, 6 – 2 за да стигне до първата си титла. Тя води с 5 – 0 в първия сет, но все пак губи тайбрека с 9 – 7. Във втория сет спасява мачбол за Янкович при 1 – 5 след мощен ас от втори сервис и девет последователно спечелени гейма, обръщайки резултата в своя полза.

## 2008
Саваи пътува до Австралия, за да се включи в надпреварата в Голд Коуст с начало 31 декември 2007. Тя и Динара Сафина са трети в схемата и побеждават последователно двойките Федак – Накамура, Петрова – Веснина и водачките в световната ранглиста Кара Блек и Лизел Хубер. На финала Сафина и Саваи се справят и с Цзъ Ян и Цзе Чжън, като равносметката показва, че двете не губят повече от 4 гейма в който и да е сет през целия турнир.

## Финалите

### Титли на сингъл (5)
| Легенда                  |
| Голям шлем (0)           |
| I категория (0)          |
| II категория (1)         |
| III категория (0)        |
| IV категория (1)         |
| Шампионат на WTA Тур (0) |
| ITF (3)                  |

| №  | Дата               | Турнир           | Настилка | Съперник на финала | Резултат             |
| 1. | 20 септември, 2004 | Чампино, Италия  | клей     | Стефания Бофа      | 6 – 0, 6 – 2         |
| 2. | 22 октомври, 2006  | Хюстън, САЩ      | твърда   | Бетани Матек       | 2 – 6 6-4 6 – 1      |
| 3. | 19 май, 2007       | Загреб, Хърватия | клей     | Ника Ожегович      | 6 – 0 7-62           |
| 4. | 16 юли, 2007       | Палермо, Италия  | клей     | Мартина Мюлер      | 6 – 0, 6 – 1         |
| 5. | 23 септември, 2007 | Пекин, Китай     | твърда   | Йелена Янкович     | 6 – 77, 7 – 5, 6 – 2 |

### Загубени финали на сингъл(1)
| №  | Дата              | Турнир         | Настилка   | Съперник на финала | Резултат            |
| 1. | 25 август, 2007   | Ню Хейвън, САЩ | твърда (о) | Светлана Кузнецова | 6 – 4, 0 – 3 и отк. |
| 2. | 10 февруари, 2008 | Париж, Франция | твърда (з) | Анна Чакветадзе    | 6 – 3, 2 – 6, 6 – 2 |

### Титли на двойки(5)
| №  | Дата          | Турнир                | Настилка | Партньор            | Съпернички на финала               | Резултат     |
| 1. | 10 април 2005 | Динан, Франция        | клей     | Михаела Крайчек     | Юлия Белгейцимер Сандра Кльозел    | 7 – 5, 7 – 5 |
| 2. | 23 юли 2006   | Вител, Франция        | клей     | Юлия Бейгелцимер    | Мадалина Гойня Екатерина Макарова  | 6 – 2, 7 – 5 |
| 3. | 20 май 2007   | Загреб, Хърватия      | клей     | Емма Лайне          | Клаудия Янс Алиция Росолска        | 6 – 1, 6 – 2 |
| 4. | 23 април 2007 | Будапеща, Унгария     | клей     | Владимира Ухлиржова | Мартина Мюлер Габриела Навратилова | 7 – 5, 6 – 2 |
| 5. | 5 януари 2008 | Голд Коуст, Австралия | твърда   | Динара Сафина       | Цзъ Ян Цзе Чжън                    | 6 – 1, 6 – 2 |